# Emanuel Rimoldi

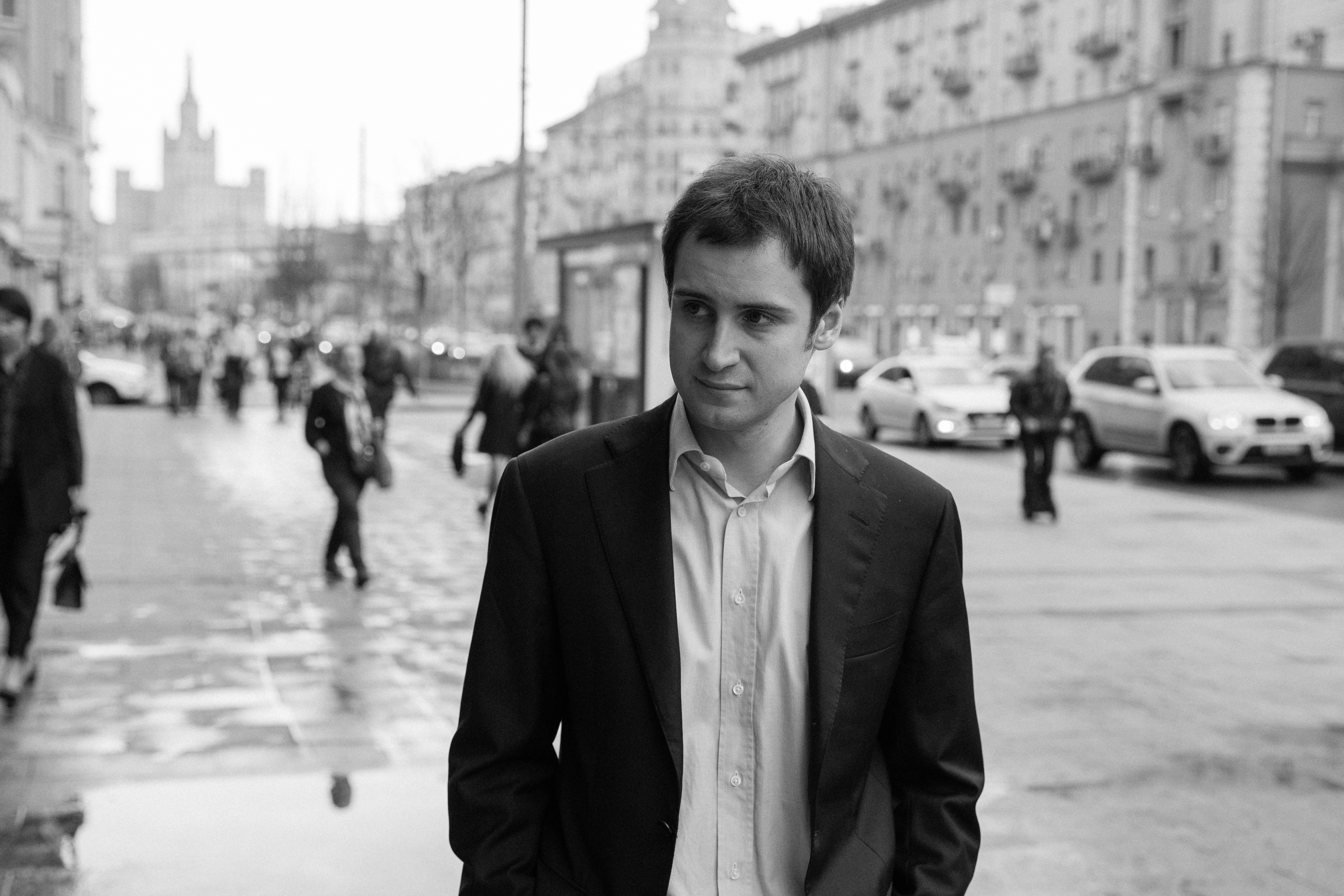
Emanuel Rimoldi

Emanuel Rimoldi (* 1986) ist ein italienischer Pianist und Komponist.

## Leben
Emanuel Rimoldi, Sohn einer rumänischen Mutter und eines italienischen Vaters, begann im Alter von fünf Jahren mit der Klavierausbildung. Später studierte er am Conservatorio Giuseppe Verdi in Mailand Cembalo und Komposition bei Fabio Vacchi und im Hauptfach Klavier in den Klassen von Riccardo Risaliti und Vincenzo Balzani. 2008 schloss Rimoldi das Studium mit dem akademischen Grad Master und der Auszeichnung summa cum laude ab und besuchte anschließend die Klavierakademie Incontri col Maestro in Imola, um sich bei Leonid Margarius und Boris Petrushansky weiterzubilden. Daneben besuchte er Meisterklassen von Ivo Pogorelich, Dina Yoffe und Wladimir Aschkenasi und belegte Kurse an der Musikhochschule München. Von 2009 bis 2015 war er Student am Moskauer Konservatorium in der Klasse von Elisso Wirsaladse.
Rimoldi debütierte 2009 im kleinen Konzertsaal im Münchner Gasteig mit seiner Komposition Rumänische Fantasie. Im Januar 2014 trat er erstmals im Leipziger Gewandhaus auf und stellte sich im November 2014 dem Hamburger Publikum vor.
In der Saison 2015/16 konzertierte Rimoldi erstmals im Großen Sendesaal des Landesfunkhaus Niedersachsens, trat beim Miami Piano Festival auf und debütierte als Preisträger des Manhattan International Music Competition in der Carnegie Hall in New York. 2017 spielte er erstmals in der Wigmore Hall in London, im Internationalen Haus der Musik in Moskau, in der Nikkei Hall in Tokyo und im Juni 2018 hatte er sein Debüt-Recital in der Elbphilharmonie Hamburg.

## Werke
- Rumänische Fantasie für Klavier. Uraufführung am 6. Juni 2009 im Münchner Gasteig durch Rimoldi.[7]

## Auszeichnungen (Auswahl)
- 2011: 3. Preis beim Internationalen Klavierwettbewerb Ettore Pozzoli in Seregno[8]
- 2013: 1. Preis beim International Piano and Orchestra Competition in Cantù in der Kategorie Concerti Romantici zusammen mit dem Pianisten Yumin Wu[9]
- 2013: 1. Preis beim Top of the World International Piano Competition im norwegischen Tromsø[10]
- 2016: 1  Grand Prix bei der Manhattan International Music Competition und zusätzliche Auszeichnung mit dem Ivo Pogorelich Award[11]